# Beeby
Pour les articles homonymes, voir Clarence Edward Beeby.
Beeby est un village et une paroisse civile du Leicestershire, en Angleterre. Il est situé au nord-est de la ville de Leicester, dans le borough de Charnwood. Au moment du recensement de 2011, il comptait 115 habitants.